# Уральский государственный педагогический университет

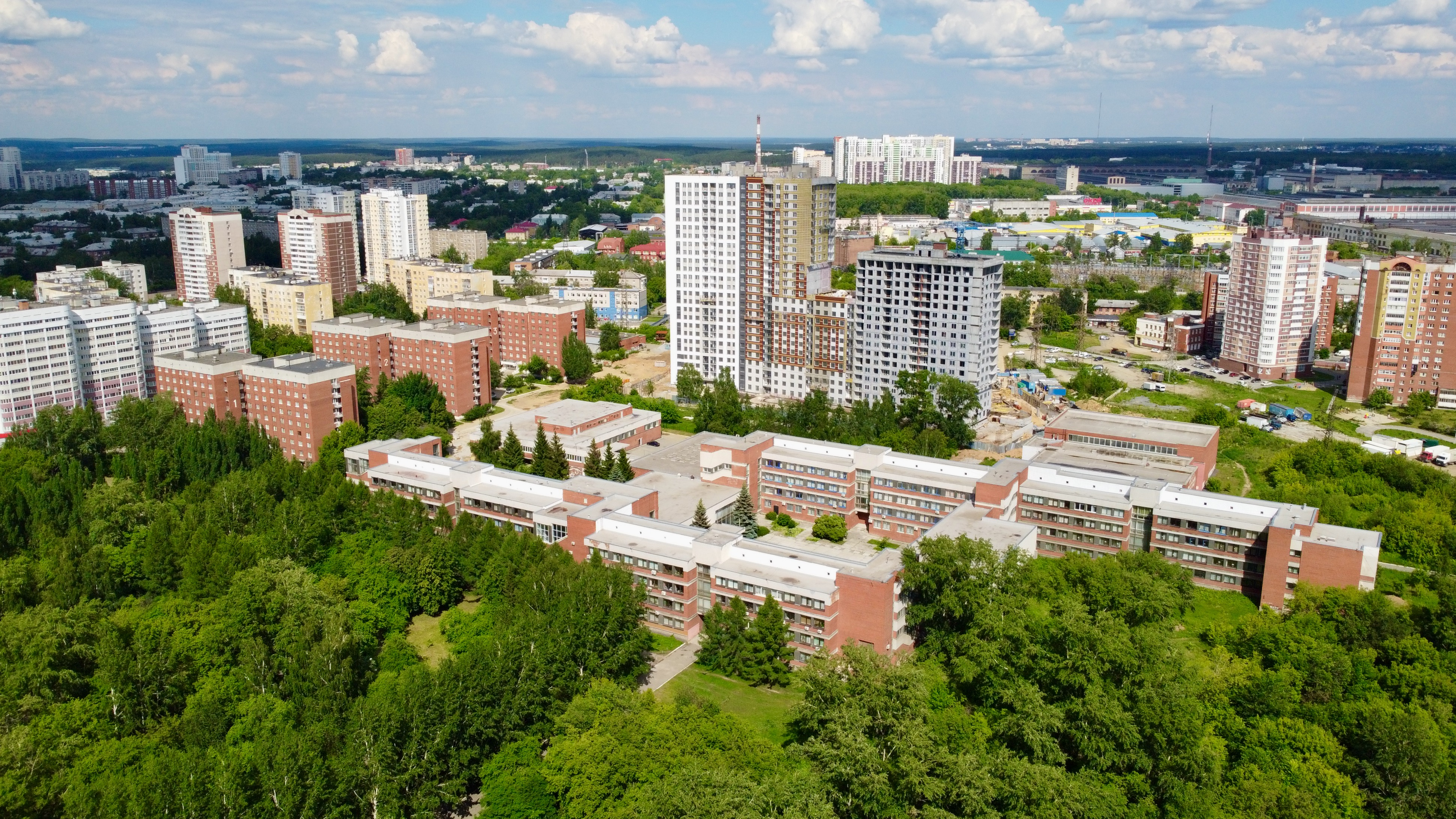
Вид с высоты

«Уральский государственный педагогический университет» (УрГПУ) — федеральное государственное автономное образовательное учреждение высшего образования, основан в 1930 году, один из старейших вузов Урала.

## История
1 сентября 1936 года постановлением ЦИК СССР институту было присвоено имя Кабакова И. Д. Однако вскоре после ареста Г. Н. Каминского его имя применительно к СГПИ более не употреблялось. В 1940/1941 учебном году в Свердловском государственном педагогическом институте учились 799 студентов.
В 2007 году вуз по итогам экспертизы сетевого проекта «Инновации в воспитании» получил статус инновационного предприятия, подтвердив это звание в 2010 и 2012 годах.
В 2012 году согласно результатам «Общественного контроля за процедурами приема в вузы как условие обеспечения равного доступа к образованию», проводимого по заказу Общественной палаты России УрГПУ среди 43 педагогических вузов Российской Федерации занял 4 место.

### Официальные наименования
- Уральский индустриально-педагогический институт (с 26 августа 1930 г.)
- Уральский педагогический институт (с 1932 г.)
- Свердловский государственный педагогический институт (с 1933 г.)
- Свердловский ордена «Знак Почёта» государственный педагогический институт (с 1981 г.)
- Уральский государственный педагогический институт (с декабря 1991 г.)
- Уральский государственный педагогический университет (с декабря 1993 г.)

## Ректоры
- ??.09.1930 — ??.02.1931 — Аносов Семён Дмитриевич
- 1931, февраль—ноябрь — Бычкова, Анна Николаевна
- ??.11.1931 — ??.08.1933 — Аносов Семён Дмитриевич
- ??.08.1933 — ??.08.1935 — Семёнов Владимир Евгеньевич
- ??.08.1935 — ??.12.1936 — Каценбоген, Соломон Захарович
- ??.12.1936 — ??.11.1937 — Козырев Александр Васильевич
- ??.11.1937 — ??.06.1939 — Шаров, Иван Иванович
- ??.06.1939 — ??.12.1941 — Елютин, Андрей Фёдорович
- ??.12.1941 — ??.03.1961 — Петров, Яков Денисович
- ??.04.1961 — ??.07.1967 — Розов, Валерий Константинович
- 1967—1984 — Шувалов, Ефим Лукич
- 1984 — ??.01.1995 — Сутырин, Борис Алексеевич
- ??.01.1995 — 2004 — Жаворонков, Владимир Дмитриевич
- 2004 — ??.01.2014 — Игошев, Борис Михайлович
- ??.01.2014 — ??.03.2018 — Симонова, Алевтина Александровна
- ??.03.2018 (и. о.), 28.08.2018 — по настоящее время — Минюрова, Светлана Алигарьевна

## Институты
- Институт иностранных языков
- Институт математики, физики и информатики
- Институт музыкального и художественного образования
- Институт общественных наук
- Институт педагогики и психологии детства
- Институт психологии
- Институт специального образования
- Институт филологии и межкультурной коммуникации
- Институт естествознания, физической культуры и туризма

## Журналы, входящие в перечень ВАК
- Педагогическое образование в России
- Специальное образование
- Политическая лингвистика
- Филологический класс (на Web of Science (ESCI))